# Esperantic Studies Foundation
Esperantic Studies Foundation (ESF) (рус. Фонд исследований в области эсперанто) — некоммерческая организация, поддерживающая исследования в области интерлингвистики и, в частности, языка эсперанто.

## История и деятельность
Фонд был основан в 1968 году по инициативе Хамфри Тонкина (Humphrey Tonkin), Джонатана Пула (Jonathan Pool), и Е. Джеймса Либермана (E. James Lieberman) для стимулирования научных исследований и диалогов по вопросам, которые связаны с проблемами международных языков и языковой политики, в том числе — и c эсперанто.
На протяжении 1970-х и 1980-х годов ESF занималось исследованиями и особенно эсперанто-образованием. В 1972 фонд опубликовал в сотрудничестве с факультетом международного обучения (SIT) (штат Вермонт) Базовые курсы по эсперанто. Также была опубликована серия исследовательских библиографий под названием «Эсперанто и международные проблемы», под редакцией Хамфри Тонкином.
В 1986 фонд спонсировал участие во Всемирном конгрессе эсперантистов в Пекине выдающегося американского журналиста Джеймса Фаллоуса и Альберта Вальдмана — известного лингвиста по креольскому языку.
В начале 90-х годов ESF начало расширять поле своей деятельности. Антрополог Дэвид Джордан («UCSD» университет Калифорнии, Сан-Диего) присоединился к правлению, и в 1991 году Фонд опубликовал первый номер его официального информационного бюллетеня «Эсперантские исследования». На следующий года фонд издал отчёт «Эсперанто и Образование: о исследовательской работе и планах». Этот доклад, подготовленный докторами Альвино Фантини (SIT) и Тимоти Ригэн (CCSU, Центральный государственный университет Коннектикута), усилил опознавание областей, относящихся к эсперанто-образованию и возможностям для будущего исследования. В 1995 ESF создал Консультативный Совет, который состоял из специалистов в областях как лингвистика, языковая политика, планирование и эсперанто. В этот же году Фонд также запустил свой первый сайт.
В 1999 году Кэтрин и Уильям Шулз передали по завещанию ESF около 3 миллионов долларов США. Супруги Шулз были видными американскими эсперантистами, которые, в частности, занимались давно существующими курсами языка эсперанто в Университете Сан-Франциско (потом переименованный в NASK — Северо-Американские летние курсы). Этот щедрый вклад стал основанием для расширения программ ESF.
В том же году д-р Марк Феттес стал первым директором ESF. Фонд установил свою программу «Interlingual Research Grant Program» или «Стипендиальная программа по Исследованию международных языков». Согласно этой программы специалисты могут просить стипендию от обычных 10 тысяч долларов США на исследования по темам, имеющим отношение к интерлингвистике. В том же году ESF также профинансировала комплектование видеокурса из 12-ти лекций под названием «Паспорт всего света».
В 2001 году д-р Грант Гудол вошёл в правление фонда. В том же году ESF профинансировала первый этап развития нового эсперанто-обучающего сайта Edukado.net. Этот уникальный ресурс в помощь преподавателям эсперанто продолжает развиваться под руководством д-ра Каталин Ковач.
На следующий год фонд приобрёл нового члена правления — доктора Иана Ричмонда, специалиста по французскому языку с большим интересом к международной коммуникации. Также с 2002 года и по настоящее время ESF финансирует проект бесплатного изучения языка эсперанто в интернете lernu!. Lernu.net одна из главных обучающих программ фонда является не только сайтом, но и социальной сетью для обучающихся языку эсперанто. Этот сайт использует самые современные технологии, обучающии языку. Посетители Lernu.net могут изучать эсперанто согласно своей скорости обучения в богатой мультимедийной среде, причём совсем бесплатно. В дальнейшем сайт улучшался под руководством Сони Петровик и команды экспертов-технологов.
В 2003 один из основателей ESF, доктор Джеймс Либермэн, вышел на пенсию после 34 лет преданной работы. ESF продолжает выполнять свою роль по поддержке самых необходимых исследовательских и учебных проектов в Северной Америке и во всём мире. Замечательным исследовательским проектом, запущенным в этом же году, был «Эсперантский Текстовый Корпус» (эсп. Tekstaro de Esperanto). ESF поручило видному грамматику Бертилу Веннергрену создать этот сборник. В нём теперь почти 5 миллионов слов и всё это доступно исследователям посредством Интернета.
Доктор Тимоти Ригэн, давний сотрудник ESF и профессор образования эстрады из CCSU (Центральный государственный университет Коннектикута), стал членом совета директоров фонда в 2004. В течение этого года ESF поддерживала свои продолжающиеся программы и выдавала Межязыковые Исследовательские Стипендии квалифицированным исследователям.
В 2005 году фонд дал старт поддерживающей программе защищённых докторских исследовательских работ в сотрудничестве с «Центром Компаративной Литературы» («The Center for Comparative Literature») из университета Колумбии США. С тех пор ESF выдавал многие гранты исследователям, защитившим докторские, в университете Колумбии, которые работали над проектами относящимися к интерлингвистике. В том же году ESF также спонсировала 4-й симпозиум им. Нитобэ Инадзо в Братиславе (Словакия). Этот симпозиум собрал исследователей языковой политики и членов правительств стран Европейского Союза, чтобы обсудить вопросы языковой политики и языкового планирования в расширяющемся Европейском Союзе. В 2007 ESF спонсировал следующую встречу им. Нитобэ Инадзо в Иокогаме (Япония), которая была сосредоточена на лингвистических измерениях азиатской интеграции и глобализации.
С 2006 года ESF продолжает расширять своё правление и консультативный совет. Присоединился к правлению и доктор Бонни Фонсека-Гребер, специалист по французскому языку и международной коммуникации, и господин Уоллас дю Тэмпле, педагог и покровитель всемирного образования. В течение этого года фонд поддерживал свои длительно продолжающиеся программы и выдавал исследовательские стипендии квалифицированным просьбоподателям. Недавно фонд запустил честолюбивый проект с Кристером Лорнемарком, чтобы создать сборник озвученных эсперантских разговорников. Первый этап уже завершён, и теперь реализуется второй этап этого проекта.